# Cloderic
Cloderic., nascut cap a 485. i mort el 508, fou un rei dels francs renans a Colònia de 507 a 508. Era fill de Sigebert el Coix, rei dels francs de Colònia.

## Biografia
Gregori de Tours explica que Cloderic va combatre al costat de Clodoveu I a la batalla de Vouillé contra el rei visigot Alaric II. Algun temps després de la campanya, Clodoveu va enviar un missatge a Cloderic dient-li que si Sigebert arribés a morir, Cloderic heretaria alhora del regne i la seva amistat. Cloderic va organitzar llavors l'homicidi del seu pare. Però el parricida fou poc després assassinat pels enviats de Clodoveu, el qual es va apoderar del regne de Colònia.
Però Georges Bordonove rebutja aquest relat i remarca que Clodoveu no havia utilitzat mitjans tan poc ètics per eliminar: va atacar Khacaric i el feu presoner, així com els seus fills, els va tonsurar i els va fer ordenar respectivament sacerdot i diaca, encara que després s'hi va repensar i els va fer executar, tement una revolta futura. Per a Ragnacari, rei de Cambrai, el va atacar directament, després d'haver corromput una part del seu exèrcit, capturant Ragnacari i el seu germà Riquer als que va fer executar. Després va fer matar un altre rei, Ragnomer. Es pot argumentar que Clodoveu no tenia greuges contra Cloderic mentre que en tenia en contra de Khacaric i de Ragnacari, però Gregori de Tours no esmenta greuges particulars enfront del fill de Khacaric, de Riquer o de Ragnomer. Després de la mort de Cloderic sembla que fou lliurement que els francs ripuaris van escollir rei a Clodoveus, i després van ser particularment fidels a Teodoric I d'Austràsia després de la partició del regne franc el 511 a part de l'episodi de la revolta de Munderic el 534. Sembla dubtós que els ripuaris haguessin fet prova de tal fidelitat si Clodoveu hagués estat l'assassí de dos dels seus reis. Godefroid Kurth, seguit actualment per Georges Bordonove proposa una altra interpretació d'aquest episodi: Mentre Cloderic ajudava a Clodoveu a apoderar-se d'Aquitània, després de la victòria de Vouillé, Sigebert fou assassinat en una emboscada al bosc de Bucònia. Cloderic va tornar amb rapidessa per fer-se reconèixer rei, però va morir poc després, potser mort durant els trastorns que van seguir la mort del seu pare. Com que no tenia cap fill adult per succeir-li, l'anarquia es va instal·lar a Colònia, i Clodoveu hi va anar per posar-hi fi. Així fou escollit rei de Colònia pels francs. Per al poble, el primer homicidi continuava sent misteriós, i la remor buscant a qui aprofitava el crim, acusa llavors Cloderic d'haver fet assassinat el seu pare, i després Clodoveu del mateix crim envers Cloderic. Són aquestes remors que va reprendre Gregori de Tours, alguns decennis més tard.

## Família
Cap document li esmenta fills, però se'n hi poden atribuir :
- Munderic, pretendent austrasià. La Vita de sant Gundulf, bisbe de Tongres, dona sant Gundulf com membre de la branca dels reis francs sorgits del parricida Cloderic i fill del plorat Munderic que el rei Teodoric va fer matar. Hi afegeig: "el judici de Déu va començar quan va permetre que Munderic moris per l'espasa, ell, el fill del parricida Cloderic". Cronològicament, Mundéric només pot ser fill de Clodéric[4][Note 3]

- Una filla casada amb un membre de la família dels Ferriol i mare d'Agilulf, bisbe de Metz, i d'Ansbert el Senador. Hi ha nombroses coincidències onomàstiques entre els descendents de Munderic i la família d'Ansbert. A finals del segle viii, Pau Diaca, generalment ben informat, va escriure que el bisbe Agilulf de Metz era fill d'une filla de Clodoveu. Christian Settipani ha proposat una mala lectura de Chlodoricus (o sigui Cloderic) que Pau Diaca hauria interpretat com a Chlodovicus (o sigui Clodoveu).[5]

- santa Doda, segona abadessa de Saint-Pierre-les-Dames a Reims, a menys que no fos la neboda de Cloderic.[Note 4] Flodoard, a la seva Historia eccclesiæ Remensis anomena als fundadors de l'abadia de Saint-Pierre-les-Dames: es tracta d'un sacerdot anomenat Baldéric i la seva germana Boba (esdevinguda tot seguit Bova o santa Beuva), fills d'un rei Sigebert. Boba en fou la primera abadessa seguida de la seva neboda Doda. Com que la fundació es va fer amb l'ajuda de sant Remigi, aquest rei Sigebert no pot ser pas Sigebert I, sinó que ha de ser Sigebert el Coix. Santa Doda seria la filla de Cloderic, l'únic germà conegut de Balderic i Boba, però podria també ser filla d'un altre germà o germana desconeguts.[6]

El nom d'Agilulf portat per un net de Cloderic mostra un parentiu amb els Agilolfings. L'ascendència paterna del bisbe de Metz és exclusivament gal·loromana i el parentiu ha de passar per tant per la mare d'Agilulf. Christian Settipani proposa que l'esposa de Cloderic fos una bestia de Garibald I, primer duc de Baviera, el primer agilolfing conegut.
|                                   |                                   |                                   |                                   |                                   |                                   |  |  |                                       |                                       |                                       |                                       |                                       |                                       |                               |                               |                               |                               |                                 |                                 |                                 |                                 |                                 |                                 |                                 |                                 | Sigebert el Coix († 507) rei de Colònia |                                 |                                           |                                           |                                           |                                           |                                           |                                           |    |    |    |    |  |  |                   |                   |                   |                   |                   |                   |  |  |                                            |                                            |                                            |                                            |                                            |                                            |  |  |  |  |  |  |  |  |  |  |
|                                   |                                   |                                   |                                   |                                   |                                   |  |  |                                       |                                       |                                       |                                       |                                       |                                       |                               |                               |                               |                               |                                 |                                 |                                 |                                 |                                 |                                 |                                 |                                 |                                         |                                 |                                           |                                           |                                           |                                           |                                           |                                           |    |    |    |    |  |  |                   |                   |                   |                   |                   |                   |  |  |                                            |                                            |                                            |                                            |                                            |                                            |  |  |  |  |  |  |  |  |  |  |
|                                   |                                   |                                   |                                   |                                   |                                   |  |  |                                       |                                       |                                       |                                       |                                       |                                       |                               |                               |                               |                               |                                 |                                 |                                 |                                 |                                 |                                 |                                 |                                 |                                         |                                 |                                           |                                           |                                           |                                           |                                           |                                           |    |    |    |    |  |  |                   |                   |                   |                   |                   |                   |  |  |                                            |                                            |                                            |                                            |                                            |                                            |  |  |  |  |  |  |  |  |  |  |
| N agilolfing                      | N agilolfing                      | N agilolfing                      | N agilolfing                      | N agilolfing                      | N agilolfing                      |  |  |                                       |                                       | NN agilolfing                         | NN agilolfing                         | NN agilolfing                         | NN agilolfing                         | NN agilolfing                 | NN agilolfing                 |                               |                               |                                 |                                 |                                 |                                 | Cloderic († 508) rei de Colònia | Cloderic († 508) rei de Colònia | Cloderic († 508) rei de Colònia | Cloderic († 508) rei de Colònia | Cloderic († 508) rei de Colònia         | Cloderic († 508) rei de Colònia |                                           |                                           |                                           |                                           | NN                                        | NN                                        | NN | NN | NN | NN |  |  | Balderic sacerdot | Balderic sacerdot | Balderic sacerdot | Balderic sacerdot | Balderic sacerdot | Balderic sacerdot |  |  | santa Beuva abadessa de St Pierre de Reims | santa Beuva abadessa de St Pierre de Reims | santa Beuva abadessa de St Pierre de Reims | santa Beuva abadessa de St Pierre de Reims | santa Beuva abadessa de St Pierre de Reims | santa Beuva abadessa de St Pierre de Reims |  |  |  |  |  |  |  |  |  |  |
| N agilolfing                      | N agilolfing                      | N agilolfing                      | N agilolfing                      | N agilolfing                      | N agilolfing                      |  |  |                                       |                                       | NN agilolfing                         | NN agilolfing                         | NN agilolfing                         | NN agilolfing                         | NN agilolfing                 | NN agilolfing                 |                               |                               |                                 |                                 |                                 |                                 | Cloderic († 508) rei de Colònia | Cloderic († 508) rei de Colònia | Cloderic († 508) rei de Colònia | Cloderic († 508) rei de Colònia | Cloderic († 508) rei de Colònia         | Cloderic († 508) rei de Colònia |                                           |                                           |                                           |                                           | NN                                        | NN                                        | NN | NN | NN | NN |  |  | Balderic sacerdot | Balderic sacerdot | Balderic sacerdot | Balderic sacerdot | Balderic sacerdot | Balderic sacerdot |  |  | santa Beuva abadessa de St Pierre de Reims | santa Beuva abadessa de St Pierre de Reims | santa Beuva abadessa de St Pierre de Reims | santa Beuva abadessa de St Pierre de Reims | santa Beuva abadessa de St Pierre de Reims | santa Beuva abadessa de St Pierre de Reims |  |  |  |  |  |  |  |  |  |  |
|                                   |                                   |                                   |                                   |                                   |                                   |  |  |                                       |                                       |                                       |                                       |                                       |                                       |                               |                               |                               |                               |                                 |                                 |                                 |                                 |                                 |                                 |                                 |                                 |                                         |                                 |                                           |                                           |                                           |                                           |                                           |                                           |    |    |    |    |  |  |                   |                   |                   |                   |                   |                   |  |  |                                            |                                            |                                            |                                            |                                            |                                            |  |  |  |  |  |  |  |  |  |  |
|                                   |                                   |                                   |                                   |                                   |                                   |  |  |                                       |                                       |                                       |                                       |                                       |                                       |                               |                               |                               |                               |                                 |                                 |                                 |                                 |                                 |                                 |                                 |                                 |                                         |                                 |                                           |                                           |                                           |                                           |                                           |                                           |    |    |    |    |  |  |                   |                   |                   |                   |                   |                   |  |  |                                            |                                            |                                            |                                            |                                            |                                            |  |  |  |  |  |  |  |  |  |  |
| NN agilolfing                     | NN agilolfing                     | NN agilolfing                     | NN agilolfing                     | NN agilolfing                     | NN agilolfing                     |  |  | Munderic († 532) pretendent austrasià | Munderic († 532) pretendent austrasià | Munderic († 532) pretendent austrasià | Munderic († 532) pretendent austrasià | Munderic († 532) pretendent austrasià | Munderic († 532) pretendent austrasià |                               |                               |                               |                               | NN casada a un noble gal·loromà | NN casada a un noble gal·loromà | NN casada a un noble gal·loromà | NN casada a un noble gal·loromà | NN casada a un noble gal·loromà | NN casada a un noble gal·loromà |                                 |                                 |                                         |                                 | santa Doda abadessa de St Pierre de Reims | santa Doda abadessa de St Pierre de Reims | santa Doda abadessa de St Pierre de Reims | santa Doda abadessa de St Pierre de Reims | santa Doda abadessa de St Pierre de Reims | santa Doda abadessa de St Pierre de Reims |    |    |    |    |  |  |                   |                   |                   |                   |                   |                   |  |  |                                            |                                            |                                            |                                            |                                            |                                            |  |  |  |  |  |  |  |  |  |  |
| NN agilolfing                     | NN agilolfing                     | NN agilolfing                     | NN agilolfing                     | NN agilolfing                     | NN agilolfing                     |  |  | Munderic († 532) pretendent austrasià | Munderic († 532) pretendent austrasià | Munderic († 532) pretendent austrasià | Munderic († 532) pretendent austrasià | Munderic († 532) pretendent austrasià | Munderic († 532) pretendent austrasià |                               |                               |                               |                               | NN casada a un noble gal·loromà | NN casada a un noble gal·loromà | NN casada a un noble gal·loromà | NN casada a un noble gal·loromà | NN casada a un noble gal·loromà | NN casada a un noble gal·loromà |                                 |                                 |                                         |                                 | santa Doda abadessa de St Pierre de Reims | santa Doda abadessa de St Pierre de Reims | santa Doda abadessa de St Pierre de Reims | santa Doda abadessa de St Pierre de Reims | santa Doda abadessa de St Pierre de Reims | santa Doda abadessa de St Pierre de Reims |    |    |    |    |  |  |                   |                   |                   |                   |                   |                   |  |  |                                            |                                            |                                            |                                            |                                            |                                            |  |  |  |  |  |  |  |  |  |  |
|                                   |                                   |                                   |                                   |                                   |                                   |  |  |                                       |                                       |                                       |                                       |                                       |                                       |                               |                               |                               |                               |                                 |                                 |                                 |                                 |                                 |                                 |                                 |                                 |                                         |                                 |                                           |                                           |                                           |                                           |                                           |                                           |    |    |    |    |  |  |                   |                   |                   |                   |                   |                   |  |  |                                            |                                            |                                            |                                            |                                            |                                            |  |  |  |  |  |  |  |  |  |  |
| Garibald I († 592) duc de Baviera | Garibald I († 592) duc de Baviera | Garibald I († 592) duc de Baviera | Garibald I († 592) duc de Baviera | Garibald I († 592) duc de Baviera | Garibald I († 592) duc de Baviera |  |  |                                       |                                       |                                       |                                       |                                       |                                       | Agilulf († 591) bisbe de Metz | Agilulf († 591) bisbe de Metz | Agilulf († 591) bisbe de Metz | Agilulf († 591) bisbe de Metz | Agilulf († 591) bisbe de Metz   | Agilulf († 591) bisbe de Metz   |                                 |                                 | Ansbert el Senador              | Ansbert el Senador              | Ansbert el Senador              | Ansbert el Senador              | Ansbert el Senador                      | Ansbert el Senador              |                                           |                                           |                                           |                                           |                                           |                                           |    |    |    |    |  |  |                   |                   |                   |                   |                   |                   |  |  |                                            |                                            |                                            |                                            |                                            |                                            |  |  |  |  |  |  |  |  |  |  |

## Les Fonts
| «                                                                                          | Aleshores Clodoveu va arribar a les mans amb Alaric, rei dels gots, al camp de Vouglé [Vouillé] a tres llegües de la vila de Poitiers. Els gots van prendre en fuita segons el seu costum, i el rei Clodoveu, ajudat de Déu, va obtenir la victòria; tenia per aliats al fill de Sigebert el Coix, anomenat Cloderic. Aquest Sigebert era ranc d'un cop que havia rebut al genoll a la batalla de Tolbiac contra els alemanys. | » |
| — Gregori de Tours, Histoire des Francs, llibre II, XXXVII - traducció de François Guizot. | |   |

| «                                                                                   | El rei Clodoveu, durant la seva estada a París (l'any 509), va enviar en secret un missatge al fill de Sigebert, i li va dir: Vet aquí que ton pare és vell i ranc del seu peu malalt; si ell moria, el seu regne et pertanyeria de dret així com la meva amistat. Seduït per aquesta ambició, Cloderic va formar el projecte de matar el seu pare. Sigebert, havent sortit de la ciutat de Colònia i passat el riu Rin per passejar al cos de Bucònia, al migdia va fer una becaina a la seva tenda; el seu fill va enviar allí dos assassins i el va fer matar en l'esperança que posseiria el regne. Però, pel judici de Déu, va caure al parany que havia cavat tant malèvolament contra el seu pare. Va enviar al rei Clodoveu uns missatges anunciant la mort del seu pare i li va dir: el meu pare és mort i tinc al meu poder els seus tresors i el seu regne; envia'm alguns del teus i els lliuraré una part d'aquestos tresors que et complagui. Clodoveu li va respondre: Faig gràcies a la teva bona voluntat i et prego de mostrar els tresors als meus enviats, després que tu els posseiràs tots. Cloderic va mostrar els tresors del seu pare als enviats i mentre els examinaven el príncep va dir: el meu pare tenia el costum de acumular les peces d'or en un cofre. Li van respondre: poseu la mà fins al fons per a trobar-les totes. Ho va fer i quan estava completament inclinat un dels enviats li va baixar la tapa i li va trencar el crani. Així aquest fill indigne va patir una mort com la que havia preparat al seu pare. Clodoveu, quan va saber que Sigebert i el seu fill eren morts, va partir cap a Colònia, i havent convocat a tot el poble li va dir: escolteu què ha passat: mentre jo navegava per l'Escalda, Cloderic, fill del meu parent, turmentava son pare dient-li que jo el volia matar; quan Sigebert fugia pel bosc de la Bucònia Cloderic va enviar contra ell uns assassins que el van matar; després ell mateix fou assassinat, no sé per qui, al moment que obria els tresors del seu pare. Jo no tinc res a veure amb aquestos fets. Jo no puc pas vessar la sang dels meus parents puix que això està prohibit; però ja que les coses han arribat, us donaré un consell, que si us agrada acceptareu. Feu-me confiança, poseu-vos sota la meva protecció. El poble va respondre amb aplaudiments de mà i de boca, i el van aixecar sobre un escut aclamant-lo com el seu rei. Clodoveu va rebre doncs el reialme i els tresors de Sigebert i els va ajuntar als seus dominis. | » |
| — Gregori de Tours, Histoire des Francs, llibre II, XL - traducció François Guizot. | |   |